# Pinheiral Esporte Clube
Pinheiral Esporte Clube foi um clube de futebol da cidade de Palmeira, Estado do Paraná.
Disputou campeonatos pela Liga Regional Ponta-Grossense nas décadas de 1920 e 1930, sendo campeão em 1939. Também sagrou-se vice-campeão paranaense no mesmo ano, perdendo a final para o Coritiba.. O clube se retirou do futebol no mesmo ano. 